# Tuntsajoki
Tuntsajoki (rusky Тунтсайоки) je řeka v Murmanské oblasti v Rusku s prameny ve Finsku (Laponsko). Celková délka toku činí přibližně 150 km.

## Průběh toku
Pramení na vrchovině Manselkä. Překonává četné peřeje a protéká zalesněnou bažinatou krajinou. Největším přírtokem je Vatsimanjoki. Po soutoku s Kutsajoki vytváří řeku Tumča, jejímž jménem je někdy chybě označována.

## Vodní režim
Zdrojem vody jsou převážně sněhové srážky. Zamrzá na konci října až v listopadu a rozmrzá v květnu.

## Využití
Řeka je využívána vodáky. Na řece leží vesnice Tuntsa (Finsko) a Alakurtti (Rusko).